# Auckland City FC
L'Auckland City FC és un club de futbol d'Auckland (Nova Zelanda). Va ser fundat el 2004 i juga al Campionat de Futbol de Nova Zelanda o ASB Premiership. Ha disputat en tres Campionats del Món de Clubs de la FIFA, en el de 2006, 2009, 2011 i participarà en l'edició del 2012.

## Història
L'Auckland City va ser fundat a partir d'equips semiprofessionals locals el 2004 i va ser creat per a poder participar en el Campionat de Futbol de Nova Zelanda. L'equip és dels millors de Nova Zelanda, ja que ha aconseguit guanyar el Campionat de Futbol de Nova Zelanda en quatre ocasions: 2004-05, 2005-06, 2006-07 i 2008-09.
Continentalment, ha participat en totes les Lligues de Campions de l'OFC des de la creació del club. Pel que fa al Campionat del Món de Clubs de la FIFA, ha participat en les edicions del 2006, 2009 i 2011. El desembre de 2012 participarà en el Campionat del Món de Clubs de la FIFA de 2012.

## Jugadors actuals
Plantilla de l'Auckland City per a la temporada 2012-13.
| N. | Pos. | Nac. | Jugador           |
| -- | ---- | --- | ----------------- |
| 1  | POR  | [[Fitxer:Flag of New Zealand.svg\|23x15px\|border \|alt=Nova Zelanda\|link=Selecció de futbol de Nova Zelanda\|{{#if:\|]] | Jacob Spoonley    |
| 2  | DEF  | [[Fitxer:Flag of New Zealand.svg\|23x15px\|border \|alt=Nova Zelanda\|link=Selecció de futbol de Nova Zelanda\|{{#if:\|]] | Simon Arms        |
| 3  | DEF  | [[Fitxer:Flag of Japan.svg\|23x15px\|border \|alt=Japó\|link=Selecció de futbol del Japó\|{{#if:\|]]                      | Takuya Iwata      |
| 4  | DEF  | [[Fitxer:Flag of New Zealand.svg\|23x15px\|border \|alt=Nova Zelanda\|link=Selecció de futbol de Nova Zelanda\|{{#if:\|]] | Riki van Steeden  |
| 5  | DEF  | [[Fitxer:Flag of Spain.svg\|23x15px\|border \|alt=Espanya\|link=Selecció de futbol d'Espanya\|{{#if:\|]]                  | Ángel Berlanga    |
| 6  | MIG  | [[Fitxer:Flag of New Zealand.svg\|23x15px\|border \|alt=Nova Zelanda\|link=Selecció de futbol de Nova Zelanda\|{{#if:\|]] | Jason Hicks       |
| 7  | DEF  | [[Fitxer:Flag of New Zealand.svg\|23x15px\|border \|alt=Nova Zelanda\|link=Selecció de futbol de Nova Zelanda\|{{#if:\|]] | James Pritchett   |
| 8  | MIG  | [[Fitxer:Flag of Wales 2.svg\|23x15px\|border \|alt=Gal·les\|link=Selecció de futbol de Gal·les\|{{#if:\|]]               | Chris Bale        |
| 9  | DAV  | [[Fitxer:Flag of Spain.svg\|23x15px\|border \|alt=Espanya\|link=Selecció de futbol d'Espanya\|{{#if:\|]]                  | Manel Expósito    |
| 11 | DAV  | [[Fitxer:Flag of New Zealand.svg\|23x15px\|border \|alt=Nova Zelanda\|link=Selecció de futbol de Nova Zelanda\|{{#if:\|]] | Daniel Koprivcic  |
| 12 | POR  | [[Fitxer:Flag of New Zealand.svg\|23x15px\|border \|alt=Nova Zelanda\|link=Selecció de futbol de Nova Zelanda\|{{#if:\|]] | Tamati Williams   |
| 13 | MIG  | [[Fitxer:Flag of New Zealand.svg\|23x15px\|border \|alt=Nova Zelanda\|link=Selecció de futbol de Nova Zelanda\|{{#if:\|]] | Alex Feneridis    |
| 14 | DAV  | [[Fitxer:Flag of England.svg\|23x15px\|border \|alt=Anglaterra\|link=Selecció de futbol d'Anglaterra\|{{#if:\|]]          | Adam Dickinson    |
| 15 | DEF  | [[Fitxer:Flag of New Zealand.svg\|23x15px\|border \|alt=Nova Zelanda\|link=Selecció de futbol de Nova Zelanda\|{{#if:\|]] | Ivan Vicelich (c) |

| N. | Pos. | Nac. | Jugador             |
| -- | ---- | --- | ------------------- |
| 16 | MIG  | [[Fitxer:Flag of Spain.svg\|23x15px\|border \|alt=Espanya\|link=Selecció de futbol d'Espanya\|{{#if:\|]]                                 | Albert Riera Vidal  |
| 17 | MIG  | [[Fitxer:Flag of Spain.svg\|23x15px\|border \|alt=Espanya\|link=Selecció de futbol d'Espanya\|{{#if:\|]]                                 | Pedro Santa Cecilia |
| 18 | POR  | [[Fitxer:Flag of New Zealand.svg\|23x15px\|border \|alt=Nova Zelanda\|link=Selecció de futbol de Nova Zelanda\|{{#if:\|]]                | Liam Anderson       |
| 20 | DAV  | [[Fitxer:Flag of Argentina.svg\|23x15px\|border \|alt=Argentina\|link=Selecció de futbol de l'Argentina\|{{#if:\|]]                      | Emiliano Tade       |
| 21 | MIG  | [[Fitxer:Flag of Papua New Guinea.svg\|23x15px\|border \|alt=Papua Nova Guinea\|link=Selecció de futbol de Papua Nova Guinea\|{{#if:\|]] | David Browne        |
| 22 | DEF  | [[Fitxer:Flag of New Zealand.svg\|23x15px\|border \|alt=Nova Zelanda\|link=Selecció de futbol de Nova Zelanda\|{{#if:\|]]                | Andrew Milne        |
| 23 | DAV  | [[Fitxer:Flag of New Zealand.svg\|23x15px\|border \|alt=Nova Zelanda\|link=Selecció de futbol de Nova Zelanda\|{{#if:\|]]                | Stephen Carmichael  |
| 24 | DEF  | [[Fitxer:Flag of New Zealand.svg\|23x15px\|border \|alt=Nova Zelanda\|link=Selecció de futbol de Nova Zelanda\|{{#if:\|]]                | Finn Cochran        |
| 25 | MIG  | [[Fitxer:Flag of New Zealand.svg\|23x15px\|border \|alt=Nova Zelanda\|link=Selecció de futbol de Nova Zelanda\|{{#if:\|]]                | Dean Lausev         |
| 26 | DEF  | [[Fitxer:Flag of New Zealand.svg\|23x15px\|border \|alt=Nova Zelanda\|link=Selecció de futbol de Nova Zelanda\|{{#if:\|]]                | Mario Ilich         |
| 27 | POR  | [[Fitxer:Flag of Croatia.svg\|23x15px\|border \|alt=Croàcia\|link=Selecció de futbol de Croàcia\|{{#if:\|]]                              | Blaz Bugarin        |
| 28 | DEF  | [[Fitxer:Flag of New Zealand.svg\|23x15px\|border \|alt=Nova Zelanda\|link=Selecció de futbol de Nova Zelanda\|{{#if:\|]]                | Joshua Morrison     |
| —  | MIG  | [[Fitxer:Flag of New Zealand.svg\|23x15px\|border \|alt=Nova Zelanda\|link=Selecció de futbol de Nova Zelanda\|{{#if:\|]]                | Jordan Vale         |

## Palmarès
- Lliga de Campions de l'OFC (4): 2005-06, 2008-09, 2010-11, 2011-12.
- Campionat de Futbol de Nova Zelanda (4): 2004-05, 2005-06, 2006-07, 2008-09.
- Copa Caritat ASB (1): 2011.